# Manuel Nicolín Echánove
Manuel Nicolín Echánove  (2 de febrero de 1850- 19 de junio de 1904) fue un jurisconsulto, escritor y periodista mexicano, nacido en Mérida, Yucatán y fallecido en la Ciudad de México.

## Datos biográficos
Habiendo estudiado en el Colegio Católico de San Ildefonso fue su director años después, en 1869, al concluir la gestión de su antecesor, Crescencio Carrillo y Ancona. Fue también fundador de la Sociedad Minerva, grupo de intelectuales que ejercieron gran influencia en las letras peninsulares. El propio año de 1869 figuró como uno de los fundadores de La Revista de Mérida junto con Francisco Sosa Escalante, el obispo Carrillo y Ancona y otros destacados intelectuales. Nicolín Echánove escribió el editorial que sirvió de nota introductoria del periódico.
Trasladó su residencia a la Ciudad de México en donde estableció un bufete que alcanzó gran prestigio durante el porfiriato. Mantuvo relaciones de amistad y vínculos  cercanos con la intelectualidad del país; cabe mencionar la que sostuvo con su paisano Justo Sierra Méndez más tarde rector de la Universidad Nacional Autónoma de México. Su trayectoria como jurisconsulto lo llevó finalmente, en el pináculo de su carrera, a la Suprema Corte de Justicia de la Nación de la que fue magistrado hasta su muerte en 1904.